# E59

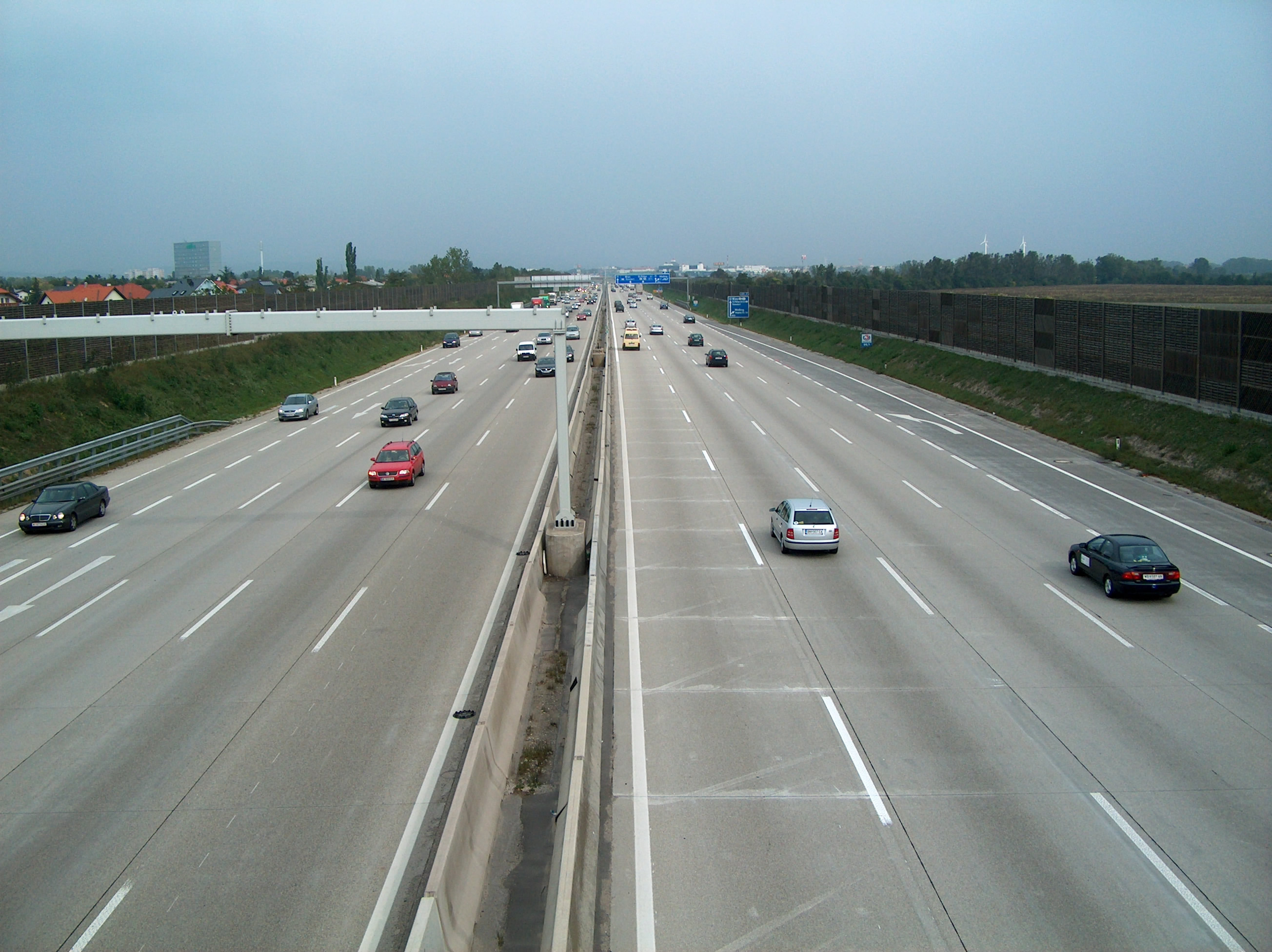
La ruta E59 al sud de Viena

La ruta europea E59 és una carretera que forma part de la Xarxa de carreteres europees. Corre de Praga (República Txeca) i a Zagreb (Croàcia). Té una longitud aproximada de 650 km, una orientació de nord a sud i passa per la República Txeca, Àustria, Eslovènia i Croàcia.